# 278-я стрелковая дивизия
278-я стрелковая дивизия 1 формирования (278 сд I) — соединение стрелковых войск РККА Вооружённых Сил СССР в период Великой Отечественной войны. Период боевых действий: с 4 августа по 28 октября 1941 года.

## История формирования дивизии
Постановлением ГКО СССР 8 июля было принято решение сформировать новые дивизии, в том числе 12 стрелковых дивизий в Орловском военном округе.
Постановлением ГКО СССР от 19 июля 278 стрелковая дивизия должна была быть сформирована 26 июля в г. Ливны Орловской области.

## Боевой путь дивизии
Исходя из директивы Генштаба Красной Армии от 03 августа 1941г. 278-я сд была направлена на Резервный фронт под командование 24-й Армии и дислоцирована близ Вязьмы в район Исаково. Здесь проходила боевая подготовка дивизии. Боевым приказом генерал-майора К.И.Ракутина от 5 августа дислокация 278-й сд определена в районе деревни Путьково.
10 августа 1941г. по директиве Генштаба Красной Армии 278-я сд с 11 августа в течение 3-х суток должна была быть переброшена в район Брянска. 13 августа все эшалоны дивизии были переброшены на станцию Брянска и сосредоточилась в районе посёлка им. Урицкого. 

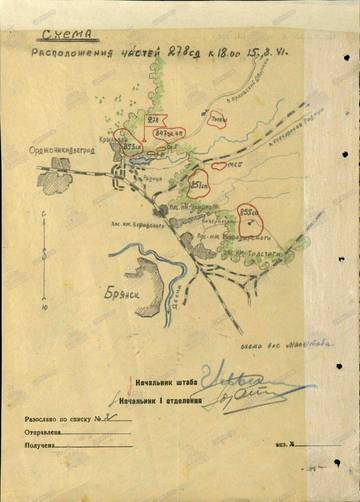
Расположение полков 278-й дивизии под Брянском

Согласно оперативной сводке штаба 15 августа стрелковые полки 278-я сд были направлены в районы Николаевка, Журжичи и ст. Белые Берега в связи с возможными высадками вражеского десанта.
Боевым приказом № 01 командующего 50-й армией от 16 августа 1941г. 278-я сд вошла в резерв 50-й армии и была сосредоточена в лесах близ Голяжье, со штабом в Заставище. 
До конца августа в частях дивизии всё было спокойно: проходили обучения, строили оборонительные сооружения, проводили маскировку сооружений своих раонов, вели активную разведку.
На 01 сентября 1941 г. в составе 278-й стрелковой дивизии насчитывалось 11475 человек. 
В начале сентября по директиве Ставки Верховного Главнокомандования 278-я сд выделена вместе с другими дивизиями для нанесения удара в направлении Рославля и Стародуба, данная операция в дальнейшем была названа Рославльско-Новозыбковская наступательная операция. 278 сд вместе с 299-й выдвинулись к линии фронта.
Утром 2 сентября 278-я сд вышла на заданное для наступления положения близ Жуковки и в два часа перешла в наступление на д.Пеклино, а к вечеру овладела д.Бубново и близ лежащей высотой, заставив противника отойти в западном направлении. 
К вечеру 4 сентября дивизия закрепилась в д.Пеклино, получая контрудары противника в том числе авиационные. 
5 сентября началась минометная и артиллерийская атака врага, которую воины частей 278 сд упорно отражали, удерживая занимаемый рубеж. Согласно оперсводке штаба 5 сентября 855-й стрелковый полк 278-й сд перешёл в подчинение 3-й армии и отбыл в район Слобода Попсуева.
6 сентября 278-я сд перешла в наступление, но оно было не успешным и полностью отбито 34-й пехотной дивизией противника с помощью авиационной поддержки. Занимаемыми рубежами дивизии стали Бубнов - Пеклино - Новоселье. До 12 сентября части 278-й сд вели оборонительные бои и удерживали занимаемые позиции.
12 сентября войска была предпринята попытка наступления, в результате которой 278-й сд удалось продвинуться 500 м. Со 2 по 16 сентября дивизией было потеряно 3875 человек. В Донесении командующего 50-й армией генерал-майора М.П.Петрова фигурирует просьба о пополнении 278-й и 299-й сд. 
С учётом пополнения 278-я сд на 20.09.1941г. состояла из 6 550 человек. 
Со 2 октября началось наступление вражеских войск на Москву. На участке 278-й и 258-й сд атаки врага были отбиты. К 4 октября весь правый фланг 50-й армии (278-я сд находилась там) был разбит, а остатки частей отступили на восток. Немецкие войска захватили Жиздру, Брянск, Хвастовичи.
С 7 октября командующий Брянским фронтом генерал-полковник А.И.Ерёменко приказал пробиваться на восток, воюя "лицом" к своему фронту. 855 полку был отдан приказ оборонять рубеж Бетово - Ленинская Искра, а частям дивизий 217-й, 290-й, 299-й и 278-й устроить завалы на лесных дорогах на рубежах восточного берега р.Ветьма в районах Куява - Болынь - Слободка. 
От 50-й армии требовалось прорваться в направлении Карачева и разбив немецкие войска выйти на рубеж Мценск - ст. Ворошилово - Поныри - Фатеж - Льгов, при этом прикрывая направления на Тамбов и Воронеж.
Части 50-й армии, выйдя к Хвастовичам, столкнулись с яростным сопротивлением 17-й и 18-й танковых дивизий, при этом оставшись без снабжения продовольствием и боеприпасами. 12 октября 278-я сд вела бои близ д.Подбужье - Хвостовичи. На этом рубеже погиб командир 278-й сд В.И. Мелешко.
О полном уничтожении 50-й армии, в том числе дивизий (включая 278-ю сд) было написано в оперсводке немецкого главнокомандования от 18 октября. Но к 23 октября в район Белева удалось выйти остаткам армии, в том числе 357 воинам 278-й сд. 
27 декабря 1941 г. приказом НКО СССР № 00131 дивизия официально расформирована.

## Подчинение[1]
| Дата                    | Фронт (округ)           | Армия      |
| ----------------------- | ----------------------- | ---------- |
| 26.07.1941 — 03.08.1941 | Орловский военный округ |            |
| 04.08.1941 — 15.08.1941 | Резервный фронт         | 24-я армия |
| 16.08.1941 — 27.12.1941 | Резервный фронт         | 50-я армия |

## Состав дивизии
- 851-й стрелковый полк,
- 853-й стрелковый полк,
- 855-й стрелковый полк,
- 847-й артиллерийский полк,
- 348-й отдельный истребительно-противотанковый дивизион,
- 568-й отдельный зенитный артиллерийский дивизион,
- 367-й разведывательный батальон,
- 563-й сапёрный батальон,
- 743-й отдельный батальон связи,
- 311-й медико-санитарный батальон,
- 376-я отдельная рота химзащиты,
- 738-й автотранспортный батальон,
- 395-й полевой хлебозавод,
- 653-й дивизионный ветеринарный лазарет,
- 959-я полевая почтовая станция,
- 843-я полевая касса Госбанка[30][31].

## Командование

### Командование дивизии
- Мелешко Василий Иванович — командир дивизии с 10 июля 1941 по 28 декабря 1941[1][2],
- Беляев С. А. - комиссар дивизии[5],
- Синицын - начальник штаба дивизии, подполковник[5],
- Неверов - комиссар штаба дивизии[5].

### Командование полков
- Трухлов Афанасий Степанович - командир 851-го стрелкового полка, майор[5],
- Гаврилов Николай Васильевич - командир 853-ого стрелкового полка, майор[5],
- Бочаров Василий Федорович - командир 855-го стрелкового полка, майор [5],
- Зиминский Михаил Петрович - командир 847-го артиллерийского полка, майор [5].